# Cyrtolabulus garambensis
Cyrtolabulus garambensis är en stekelart som först beskrevs av Joseph Charles Bequaert 1918.  Cyrtolabulus garambensis ingår i släktet Cyrtolabulus och familjen Eumenidae. Inga underarter finns listade i Catalogue of Life.